# خاتیل
خاتیل (به اسپانیایی: Jatiel) یک شهرستان در اسپانیا است که در استان تروئل واقع شده‌است.

## خصوصیات
خاتیل ۱۱ کیلومترمربع مساحت و ۶۳ نفر جمعیت دارد.